# All Good Things (banda)
All Good Things es una banda estadounidense de rock alternativo formada en Los Ángeles en 2013. El grupo está formado por Dan Murphy (voz), Andrew Bojanic (guitarras, bajo, voz, teclados, productor), Liz Hooper (bajo, voz, teclados, productor), Miles Franco (guitarras, bajo, voz) y Tim Spier (batería, voz). Firmaron con Better Noise Records en 2019 después de que su canción "For The Glory" y su álbum Machines de álbumes aparecieran en múltiples anuncios de televisión y películas, como para la NHL, WWE, Sony PlayStation, y sus videos musicales se transmitieron y vieron más de 100 millones de veces.
La banda firmó con el sello Better Noise Records en 2019 y lanzó el sencillo "Kingdom" de su próximo álbum.

## Miembros de la Banda
ACTUALES
- Dan Murphy - voz, guitarra
- Andrew Bojanic - guitarra, voz
- Liz Hooper - bajo, teclado, voz
- Miles Franco - guitarra, bajo, voz
- Tim Spier - batería, voz

ANTERIORES
- Joe Pringle - voz
- Phil X - voz, guitarra
- Randy Cooke - batería

## Discografía

### Álbumes
| Título                    | Detalles |
| ------------------------- | --- |
| Battle Rock 2             | - Lanzamiento: 19 de mayo de 2014 - Sello Discográfico: Extreme Music - Formatos: digital stream/descarga                                                       |
| All Good Songs            | - Lanzamiento: 17 de noviembre de 2016 - Sello Discográfico: Superpop.Co - Formatos: digital stream/descarga                                                    |
| Machines                  | - Lanzamiento Original: 2017, Relanzamiento: 16 de agosto de 2019 - Sello Discográfico: Superpop.Co \| Better Noise Records - Formatos: digital stream/descarga |
| Live @ The Whisky a Go Go | - Lanzamiento: 27 de abril de 2018 - Sello Discográfico: Superpop.Co - Formatos: digital stream/descarga                                                        |
| Acoustic, Vol. 1          | - Lanzamiento: 12 de septiembre de 2019 - Sello Discográfico: Superpop.Co - Formatos: digital stream/descarga                                                   |
| A Hope In Hell            | - Lanzamiento: 21 de agosto de 2021 - Sello Discográfico: Better Noise Music - Formatos: digital stream/descarga                                                |

### Sencillos
| Título                                                       | año  | Peak chart Posición | Álbum          |
| Título                                                       | año  | US Main.            | Álbum          |
| ------------------------------------------------------------ | ---- | ------------------- | -------------- |
| "Kingdom"                                                    | 2020 | —                   | A Hope In Hell |
| "For the Glory" (featuring Johnny 3 Tears and Charlie Scene) | 2021 | 1                   | A Hope In Hell |
| "The Comeback" (featuring Craig Mabbitt)                     | 2021 | 17                  | A Hope In Hell |
| "Hold On" (solo or featuring Lacey Sturm)                    | 2022 | —                   | A Hope In Hell |

### Videos Musicales
| Años | Videos                                                    | Director                       |
| ---- | --------------------------------------------------------- | ------------------------------ |
| 2017 | "Machines"                                                | Jeremy Danger and Travis Shinn |
| 2018 | "Break Through This Wall"                                 |                                |
| 2018 | "The Middle (Zedd, Maren Morris, Grey - Epic Rock Cover)" |                                |
| 2020 | "Kingdom"                                                 |                                |
| 2021 | "For the Glory"                                           |                                |
| 2021 | "The Comeback"                                            | Robyn August                   |